# Olchowa (powiat ropczycko-sędziszowski)
Olchowa – wieś w Polsce położona w województwie podkarpackim, w powiecie ropczycko-sędziszowskim, w gminie Iwierzyce.
| SIMC    | Nazwa            | Rodzaj     |
| ------- | ---------------- | ---------- |
| 0651803 | Lipie            | przysiółek |
| 0651743 | Pod Będziemyślem | część wsi  |
| 0651750 | Podlas           | część wsi  |
| 0651766 | Wychylówka       | część wsi  |
| 0651772 | Zagrody          | część wsi  |
| 0651789 | Zalas            | część wsi  |
| 0651795 | Zarzecze         | część wsi  |

Do 1948 roku miejscowość była siedzibą gminy Olchowa. W latach 1954–1972 wieś należała i była siedzibą władz gromady Olchowa. W latach 1975–1998 miejscowość należała administracyjnie do województwa rzeszowskiego.
Miejscowość jest siedzibą parafii Matki Bożej Fatimskiej, należącej do dekanatu Sędziszów Małopolski, diecezji rzeszowskiej.